# Yuliana Peniche
Yuliana Peniche (ur. 29 sierpnia 1981 w Meksyku) – meksykańska aktorka.

## Wybrana filmografia
- 1995-1996: Maria z przedmieścia jako Alicia Montalbán Smith[1]
- 2003: Córka przeznaczenia jako Luz Arrieta
- 2007: Miłość jak tequila jako Margarita
- 2011: Miłość i przeznaczenie jako Carmen Galván
- 2013: Dzikie serce jako Ofelia
- 2016: Droga do szczęścia jako Andrea Fonseca